# Гастон (Північна Кароліна)
Гастон (англ. Gaston) — місто (англ. town) в США, в окрузі Нортгемптон штату Північна Кароліна. Населення — 1008 осіб (2020).

## Географія
Гастон розташований за координатами 36°29′43″ пн. ш. 77°38′47″ зх. д. / 36.49528° пн. ш. 77.64639° зх. д. (36.495229, -77.646416).  За даними Бюро перепису населення США в 2010 році місто мало площу 4,74 км², з яких 4,38 км² — суходіл та 0,36 км² — водойми.

## Демографія
Згідно з переписом 2010 року, у місті мешкали 1152 особи в 465 домогосподарствах у складі 304 родин. Густота населення становила 243 особи/км².  Було 531 помешкання (112/км²).
Расовий склад населення:
| - 57,0 % — білих - 39,3 % — чорних або афроамериканців - 0,8 % — корінних американців - 0,3 % — азіатів - 1,6 % — осіб інших рас |

До двох чи більше рас належало 1,0 %. Частка іспаномовних становила 2,3 % від усіх жителів.
За віковим діапазоном населення розподілялося таким чином: 21,5 % — особи молодші 18 років, 60,4 % — особи у віці 18—64 років, 18,1 % — особи у віці 65 років та старші. Медіана віку мешканця становила 41,9 року. На 100 осіб жіночої статі у місті припадало 96,9 чоловіків;  на 100 жінок у віці від 18 років та старших — 90,7 чоловіків також старших 18 років.
Середній дохід на одне домашнє господарство  становив 38 890 доларів США (медіана — 28 646), а середній дохід на одну сім'ю — 38 886 доларів (медіана — 29 922). Медіана доходів становила 29 688 доларів для чоловіків та 30 313 долари для жінок. За межею бідності перебувало 26,5 % осіб, у тому числі 47,4 % дітей у віці до 18 років та 16,8 % осіб у віці 65 років та старших.
Цивільне працевлаштоване населення становило 412 осіб. Основні галузі зайнятості: виробництво — 27,2 %, роздрібна торгівля — 13,8 %, освіта, охорона здоров'я та соціальна допомога — 11,7 %.